# Мерида (футбольный клуб, 2013)
«Ме́рида» (исп. Asociación Deportiva Mérida) — испанский футбольный клуб из одноимённого города. Основан в 2013 году.

## История
Клуб был основан 19 февраля 2013 года и шесть дней спустя был зарегистрирован в Генеральном реестре спортивных организаций Эстремадуры. Команда является преемницей прежней «Мериды», которая была распущена несколько позже. Из-за этого роспуска новая команда выкупила место старой и начала участие в Терсере.
30 мая 2015 года клуб повысился в Сегунду B после победы над «Ларедо» со счетом 2-1 по сумме двух матчей в плей-офф. 27 августа того же года команда впервые приняла участие в Кубке Испании, проиграв дома «Пенья Спорт» со счетом 0-3 в первом раунде.
В сезоне 2017/18 клуб вылетел во втором раундом кубка, где проиграл «Фуэнлабраде» со счетом 2-0. Сезон закончился вылетом обратно в Терсеру после поражения со счетом от «Корухо» в плей-офф на вылет, но год сезон клуб вернулся в Сегунду B, одержав победу над клубом «Соккельямос» в серии пенальти.
После реструктуризации лиги в 2021 году Мерида была помещена в новый дивизион четвертого уровня — Сегунду РФЕФ. В том сезоне клуб занял второе место в своей группе после «Кордовы» и добились продвижения через плей-офф, победив «Теруэль» в дополнительное время со светом 2:0. В сезоне 2022/23 клуб принял участие в Примере РФЕФ, занял уверенное 8-е место и обеспечил себе участие в следующем сезоне.

## Стадион
Как и прежние команды Мериды, клуб играет на Эстадио Романо, вмещающем 14 600 человек.